# اخترشانه
اَخترشانه (به انگلیسی: astro-comb) نوعی شانه فرکانسی است که در اخترشناسی رصدی برای افزایش دقت طیف‌نگارها استفاده می‌شود. دقت افزایش یافته امکان تشخیص تغییرات کوچک در سرعت‌های شعاعی ستاره ای ناشی از سیارات فراخورشیدی کوچکتر (به عنوان مثال سیارات با جرم زمین)، از جمله کاربردهای دیگر را می‌دهد. اخترشانه‌ها با تمرکز بر فرکانس‌های تکرار بالا (با فاصله مُد ≥۱۰ گیگاهرتز) از شانه‌های فرکانس معمولی متمایز می‌شوند.
یک اخترشانه سبز در ژانویه ۲۰۱۳ در جستجوگر سیاره با سرعت شعاعی با دقت بالا در نیمکره شمالی (HARPS-N) در تلسکوپ ملی گالیله در جزایر قناری نصب شد. این دستگاه توسط تیمی به رهبری چی-هاو لی از دانشگاه هاروارد ساخته شده است. این اخترشانه از یک لیزر پالسی برای فیلتر کردن نور ستاره قبل از تغذیه سیگنال به یک طیف‌نگار استفاده می‌کند. در حال حاضر، در حال جمع‌آوری داده‌ها از زهره برای نشان دادن توانایی آن در کشف سیارات فراخورشیدی است.

## استنادها
1. ↑  Hall, John L. (2006). "Nobel Lecture: Defining and measuring optical frequencies". Reviews of Modern Physics. 78 (4): 1279–1295. Bibcode:2006RvMP...78.1279H. doi:10.1103/revmodphys.78.1279. Archived from the original on 21 July 2018. Retrieved 20 May 2023.
2. ↑  "Frequency Combs to Measure Cosmic Velocities". Astrocombs. LMU University of Munich. 2015-03-08. Retrieved 25 January 2022.
3. ↑  "NIST 'Astrocomb' Opens New Horizons for Planet-Hunting Telescope". National Institute of Standards and Technology (NIST). National Institute of Standards and Technology (NIST). February 19, 2019. Retrieved 25 January 2022.
4. ↑  Chae, Eunmi; Kambe, Eiji; Motohara, Kentaro; Izumiura, Hideyuki; Doi, Mamoru; Yoshioka, Kosuke (1 July 2021). "Compact green Ti:sapphire astro-comb with a 43 GHz repetition frequency". Journal of the Optical Society of America B. 38 (7): A1. arXiv:2101.05926. Bibcode:2021JOSAB..38A...1C. doi:10.1364/JOSAB.419078.
5. ↑  "Astro Combs". Astro Combs. Harvard & Smithsonian. 2017-03-03. Retrieved 25 January 2022.
6. ↑  Ravi, Aakash; Phillips, David F.; Beck, Matthias; Martin, Leopoldo L.; Cecconi, Massimo; Ghedina, Adriano; Molinari, Emilio; Bartels, Albrecht; Sasselov, Dimitar (17 November 2017). "Astro-comb calibrator and spectrograph characterization using a turn-key laser frequency comb". Journal of Astronomical Telescopes, Instruments, and Systems. 3 (4): 045003. arXiv:1705.07192. Bibcode:2017JATIS...3d5003R. doi:10.1117/1.JATIS.3.4.045003.
7. ↑  "A green astro-comb to search for Earth-like exoplanets". spie.org. Retrieved 2016-12-01.
8. ↑  "TNG :: TNG, HARPS-N and Astro Comb ready to characterize the first earth twin". www.tng.iac.es. Retrieved 2016-12-01.